# Murad V
Murad V (مراد خامس in turco ottomano; Beşiktaş, 21 settembre 1840 – Palazzo di Çırağan, 29 agosto 1904) fu sultano dell'Impero ottomano dal 30 maggio 1876 al 31 agosto dello stesso anno. Figlio di Abdülmecid I, supportò la conversione del governo in una monarchia costituzionale. Suo zio, Abdülaziz, aveva ereditato il trono e aveva imposto suo figlio come erede al trono, costringendo così Murad a partecipare alla detronizzazione di suo zio. Tuttavia, la sua fragilità fisica e la malattia mentale resero il suo regno instabile e Murad V fu deposto in favore del suo fratellastro Abdül Hamid II dopo appena 93 giorni.

## Infanzia
Mehmed Murad nacque il 21 settembre del 1840 (secondo altre fonti, il 22 settembre), nel vecchio palazzo di Çırağan, figlio maggiore del sultano Abdülmecid I; la madre dell'erede era la seconda moglie di Abdülmecid, Şevkefza Sultan.
Abdülmecid I, che in precedenza aveva avuto solo figlie, ricevette la buona notizia della nascita di un figlio a lungo atteso dal Kizlar Agha mentre si trovava in un hammam. Secondo le fonti, al momento di ricevere la notizia della nascita il sultano doveva dare al messaggero un dono prezioso; tuttavia, poiché Abdülmecid era nell'hammam, non poté farlo e lo considerò di cattivo auspicio per il neonato. Tuttavia, in onore della nascita di Murad, furono organizzate magnifiche celebrazioni. La festa tradizionale di Veladet-i Hyumayun si tenne nel vecchio Palazzo Çirağan; la madre del principe ricevette doni dalla madre del sultano, Valide Bezmialem Sultan, che distribuì anche monete d'oro nell'harem. Per il piccolo erede furono realizzati un amuleto del malocchio con diamanti, una lampada, speroni d'argento e una pentola da notte d'argento. Le celebrazioni con la musica si tennero nel palazzo e i poeti gareggiarono tra loro su chi poteva cantare meglio questi eventi.

Nonostante avesse numerosi figli, Abdülmecid I ebbe solo un'altra figlia con la madre di Murad, Aliye, ma la bimba morì prima di compiere due anni. Murad avrebbe in seguito chiamato la figlia più giovane in memoria di sua sorella.

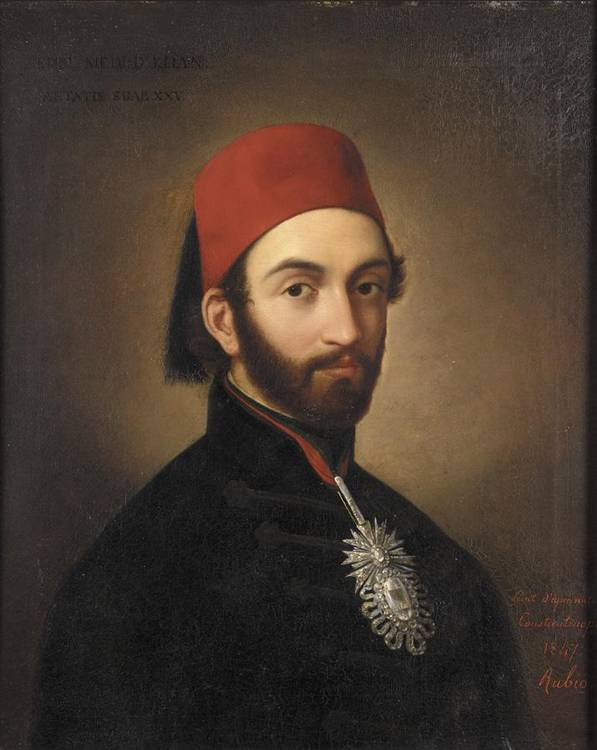
Il padre di Murad, il sultano Abdülmecid I

### Istruzione ed educazione
Ci sono pochissime informazioni sull'infanzia di Murad, ma è noto che Abdülmecid, che sperava che Murad sarebbe diventato sultano in futuro, attribuiva grande importanza alla sua educazione e istruzione e voleva instillare in suo figlio un senso di giustizia e infondergli patriottismo. I figli dei sultani furono istruiti sotto la supervisione di insegnanti in classi speciali nel Palazzo di Topkapı. Iniziarono la loro istruzione dopo la cerimonia di benedizione (bed-i besmele) condotta dal sultano. Murad iniziò i preparativi per questa cerimonia in giovane età, e si tenne lunedì 20 settembre 1847 a Haydarpaşa quando Murad aveva 7 anni. L'apprendimento iniziò con lo studio del Corano. Oltre a Murad, iniziarono anche le sue sorellastre e il fratello Abdül Hamid.
Murad aveva una mente acuta e, grazie a suo padre, ricevette una buona istruzione dalle migliori menti del suo tempo. Studiò la sua lingua materna, così come l'arabo e il francese, la storia ottomana, le scienze naturali e la filosofia. Inoltre, in tenera età, l'erede si interessò al disegno e alla musica, e fu guidato da due italiani, Guatelli e Donizetti, che insegnarono al ragazzo a suonare il pianoforte e la musica occidentale. Negli insegnamenti religiosi, oltre allo sheikh ul-Islam, Khairullah-Efendi, Murad fu allievo di Topal Suleiman-Efendi, l'arabo gli fu insegnato da Sheikh Hafiz-Efendi, l'Ḥadīth da Sheikh Hafiz Efendi, l'ottomano da Gerdankiran Omer-Efendi, la calligrafia da Kazasker Mustafa Izzet Efendi, il francese da Monsieur Garde, İbrahim Edhem Pascià e Mehmed Savfet Pascià, e il persiano di Ali Mahvi Efendi. Murad prese anche lezioni di violino da Hidayet Bey. L'insegnante del ragazzo negli affari militari era Mehmed Namık Pascià. Inoltre, Murad prese lezioni di poesia dai suoi amici Ziya Pascià e Namık Kemal per qualche tempo. Murad aveva un particolare interesse per la pittura, l'architettura e la musica: disegnava schizzi, era impegnato nella carpenteria e componeva composizioni per pianoforte. Abdülmecid, interessato all'educazione di Murad, era solito intervistare suo figlio nelle sue lezioni due volte alla settimana. Murad stesso, qualche anno dopo, prese ad acquistare costantemente pubblicazioni letterarie e libri filosofici in Europa e li leggeva con entusiasmo.
Murad ricevette un'istruzione di principi europei ed aveva una mentalità europea. Inoltre, divenne il primo şehzade dell'era Tanzimat, sotto la quale l'autorità della cultura e dell'arte europea crebbe nella famiglia del sultano. Probabilmente come riflesso di questo stile di vita, Murad, così come i suoi fratelli e sorelle, usavano nella loro corrispondenza carta e buste di lusso contenenti la prima lettera dei loro nomi in lettere latine con l'immagine di una corona sopra di essa. D'altra parte, la tradizione di usare la lettera latina come carta intestata era diffusa durante questo periodo, e Murad usava anche come carta intestata la lettera iniziale del suo nome "M" con una maglia floreale decorata e una falce di luna. Inoltre, data la composizione multiculturale dell'Impero ottomano, tale imitazione della cultura straniera era abbastanza normale.

### Il problema della successione al trono

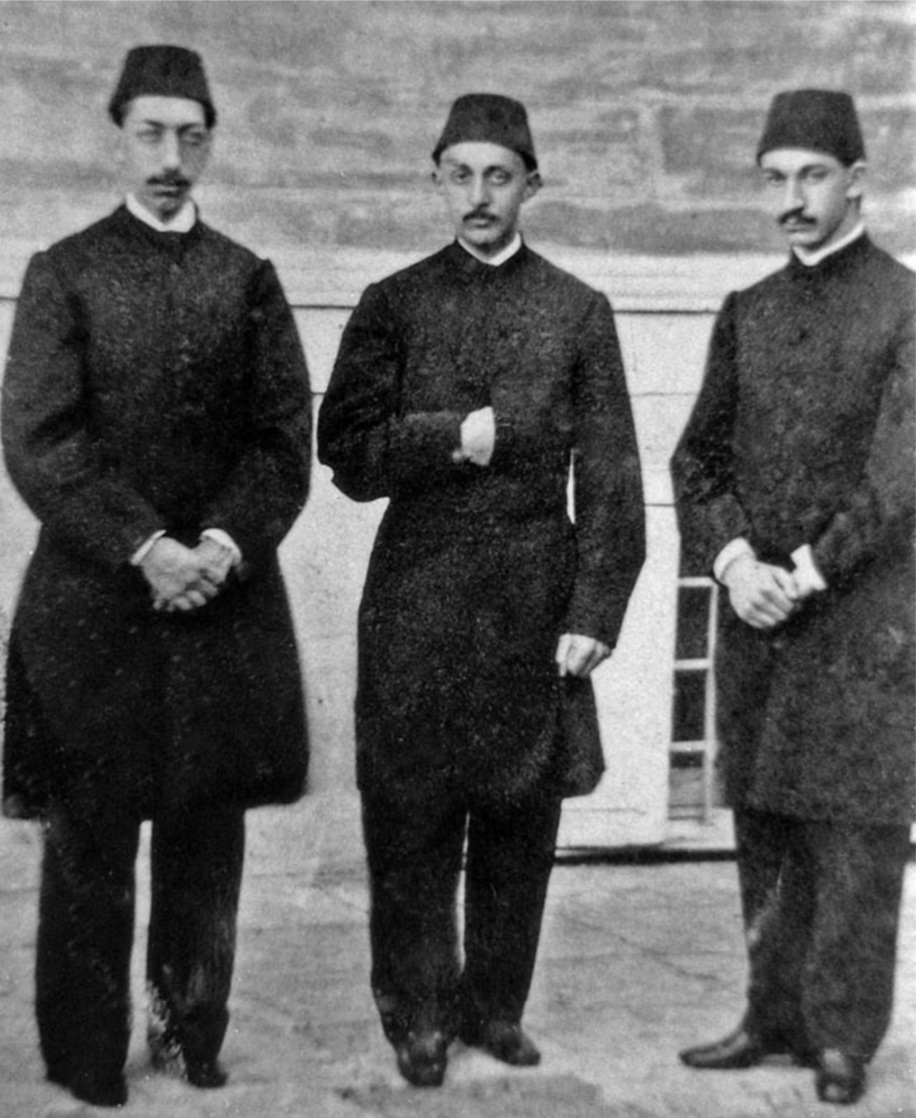
Murad (al centro), circa 1870, e i suoi fratellastri, il principe Reşad (a sinistra) e il principe Kemaleddin (destra).

Murad, che ereditò da sua madre la bellezza del viso, condusse una vita libera da principe europeo, non la solita dello şehzade ottomano. Lo si poteva trovare spesso nelle sale di Istanbul, dove si riunivano l'alta società, gli intellettuali e gli stranieri. Prestava molta attenzione ai suoi vestiti, che venivano cuciti secondo l'ultima moda parigina. Allo stesso tempo, Murad partecipò a molte cerimonie con suo padre, dove destò impressione per il suo aspetto. Era al centro dell'attenzione dei circoli sociali, dove lo stile occidentale era popolare. Abdülmecid lo portò con sé nei suoi viaggi di lavoro e lo inviò come suo rappresentante nelle isole del Mediterraneo e del Mar Egeo nel giugno 1850 e a Salonicco nel luglio 1859. Così, il sultano cercò di introdurre suo figlio nel paese e dargli esperienza amministrativa, dal momento che Murad a quel tempo era il secondo erede al trono dopo Abdülaziz, fratello di Abdülmecid.
Abdülmecid ebbe l'idea di cambiare l'ordine di successione al trono che era in vigore in quel momento. Condivise con l'ambasciatore britannico Canning le sue opinioni sull'abolizione del sistema ereditario tradizionale e sull'introduzione di un metodo per trasferire il potere da padre in figlio. L'ambasciatore Canning rispose che "i principi a cui vengono così negati i diritti non possono essere trascurati. Possono visitarsi a proprio agio. In questo caso, un pretendente al trono può sorgere in mezzo a loro. Uno dei punti di forza di questo stato è che il sultano non ha rivali". Alla fine, il sultano stesso abbandonò questa idea, poiché considerava quasi impossibile persuadere i funzionari a cambiare il sistema di successione al trono, che era in vigore da circa 250 anni. Tuttavia, l'idea stessa di cambiare il principio della successione al trono non lasciò il sultano. Quando un giorno l'erede Abdülaziz portò come dono una borsa contenente oro alla stazione di polizia di Beilerbei, Abdülmecid sospettò che il principe volesse corrompere i soldati per impadronirsi del trono e confermò che suo fratello era un erede indegno. Il sultano discusse anche con Reshid Pascià la possibilità di inviare Abdülaziz a Tripoli come governatore, ma fu dissuaso da questa idea.
Alcuni alti funzionari di Stato appoggiavano l'idea di intronizzare Murad V al posto di Abdülaziz e cambiare l'ordine di successione al trono. Tra questi funzionari c'erano Serasker Ryza Pascià, suo fratello Ryfat Bey e Bashmabeynji Ahmed Bey. Testimoni affermarono che Rıfat Bey, fratello di Serasker Rıza Pascià, tenne riunioni segrete sull'argomento in diverse occasioni nella sua villa a Scutari, e anche in uno degli incontri è stato il capo interprete dell'ambasciatore francese. Cevdet Pascià scrisse che i compagni del sultano in sua assenza parlarono dell'intronizzazione di Murad al posto di Abdülaziz. Secondo alcune voci anche la madre di Murad aveva contattato ambasciatori stranieri riguardo la questione. Abdülaziz, da parte sua, indagò su queste voci. Sebbene gli fosse stato detto che non erano autentiche, i suoi sospetti persistevano. Tuttavia, come riportato dal conte di Keratri, Abdülaziz intervistò suo nipote e fu soddisfatto della spiegazione di Murad.
Il padre di Murad per il resto della sua vita cercò di escogitare un piano per cambiare il sistema di successione. Tuttavia, gli eventi successivi distrussero questi piani. All'età di vent'anni, il 2 febbraio 1861, Murad divenne padre per la prima volta - la sua seconda moglie Reftaridil diede alla luce un figlio Mehmed Selahaddin. Cinque mesi dopo, il padre di Murad, il sultano Abdülmecid I, morì di tubercolosi. In occasione del funerale di Abdülmecid, alti funzionari dello stato si riunirono nel Palazzo di Topkapı. Allo stesso tempo, si scoprì che il nome di Abdülaziz non era indicato nel certificato (bollettino) di presenza all'avviso della morte del sovrano, ma fu registrato in seguito. Ciò significava che quando le schede furono scritte, non era chiaro chi avrebbe ereditato il trono. Sebbene Abdülaziz fosse stato dichiarato sultano il 25 giugno 1861, il possibile governo di Murad era ancora segretamente discusso negli alti ambienti. Alla fine, Murad stesso fu nominato erede del nuovo sultano.

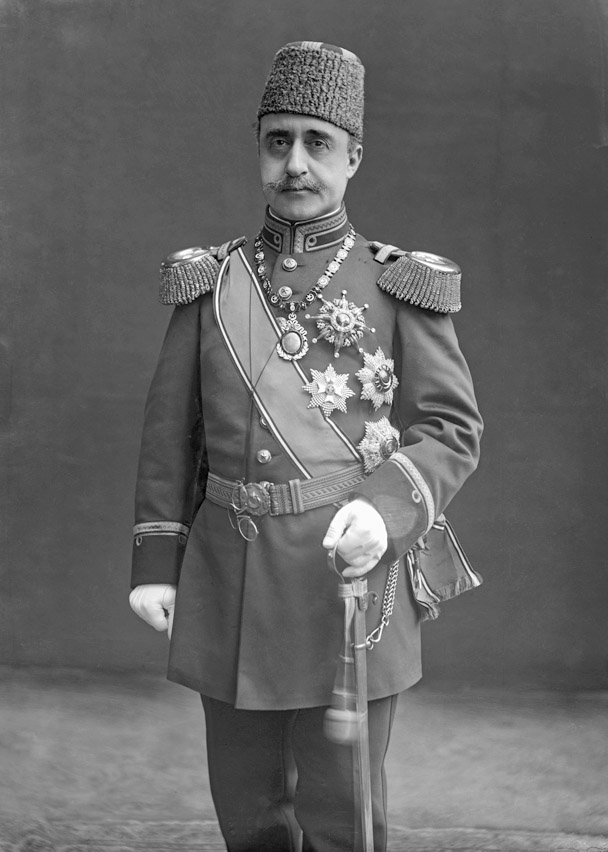
Şehzade Yusuf Izzeddin, figlio di Abdülaziz, che il sultano desiderava vedere come suo erede

Lo stesso Abdülaziz, come il padre di Murad in precedenza, voleva che gli succedesse il proprio figlio, Yusuf Izzeddin Efendi. Ciò è indicato dal fatto che suo figlio fu insignito di gradi militari, prese parte a varie cerimonie, era a conoscenza di tutti gli eventi politici e mostrò anche personalmente a Murad una medaglia trasmessa dal re italiano Vittorio Emanuele II attraverso il generale Pralormo. Inoltre, Yusuf Izzeddin chiese a suo padre di nominarlo governatore dell'Egitto, e Abdülaziz approvò questa idea, credendo che in questo modo lo şehzade avrebbe imparato a governare il paese. Sebbene questo lasciasse presagire l'annuncio dell'introduzione di un nuovo principio di successione al trono, questo non avvenne, poiché i dignitari credevano che ciò avrebbe portato disordini nel paese. Gli alti funzionari credevano che fosse molto più utile per Abdülaziz preparare effettivamente suo figlio per l'ascesa al trono, senza annunciare il cambio di erede. In effetti, tutte le azioni di Abdülaziz per quanto riguarda la successione al trono erano motivate dal timore di un colpo di Stato, ma in seguito contribuirono al rovesciamento di Abdülaziz nel 1876. D'altra parte, la situazione mise in difficoltà Murad: nel 1865-1868 si consultò con l'ambasciatore russo Ignatiev su una possibile fuga dal paese.

### Erede al trono
Dopo il giuramento ufficiale, il sultano Abdülaziz invitò Murad e il suo fratellastro Abdül Hamid al Palazzo di Dolmabahçe e si rivolse loro con le seguenti parole: "Non vi causerò problemi. Proprio come io ho viaggiato al tempo di tuo padre, così anche tu dovresti viaggiare come si addice a un saggio sultano. Il venerdì, vai alla moschea di tua scelta e prega. Negli altri giorni, leggi e scrivi". Disse a Murad quanto segue: "Dopo di me passerai attraverso questo difficile cammino, devi lavorare, educare te stesso e studiare". Abdülaziz diede ai suoi nipoti stanze nel palazzo e permise a Murad di usare il suo traghetto. Inoltre, il 23 febbraio 1867 Murad e Abdül Hamid ricevettero l'Ordine di Mejīdiyye.
Sebbene Murad avesse camere a Dolmabahçe, preferì vivere nella sua villa a Kurbagalyder, a Kadıköy che Abdülaziz gli aveva assegnato. Nel palazzo di Dolmabahce preferiva fare affari. Inoltre, occasionalmente visitava il palazzo di Nesbija. In contrasto con il nuovo sultano, Murad si circondò di intellettuali, sia europei in visita sia ottomani, che erano alla ricerca di modi per rafforzare lo stato. A Kurbagalyder, l'erede era spesso visitato dal suo fratellastro minore Mehmed Reshad-Efendi, che adorava Murad, nonostante il fatto che non condividesse la sua passione per tutto ciò che era europeo. La relazione di Murad con Abdül Hamid, che l'erede considerava eccessivamente ambizioso, era complicata; i progetti avventurosi di Abdül Hamid divertivano Murad, che ci scherzava su, cosa che faceva arrabbiare Abdül Hamid. Inoltre, secondo Mehmed Reshad, Abdül Hamid cercò di creare discordia tra il sultano e Murad denigrando quest'ultimo davanti ad Abdülaziz.
I rapporti di Murad con il sultano erano molto tesi. La crisi di fiducia tra Abdülaziz, che stava cercando di difendere il suo dominio e voleva vedere suo figlio come suo erede da un lato, e il principe ereditario Murad, suo nipote, che si vedeva come il vero erede al trono e pensava di uccidere suo zio dall'altro, influenzò la loro relazione. Temendo per la sua vita, Murad si mise in guardia da suo zio. Il principale informatore dell'erede era il segretario capo di Abdül-Aziz Ziver Bey. Nei primi anni del suo regno Abdülaziz aveva dato a suo nipote molta libertà. Più tardi, quando Abdülaziz iniziò a ricevere informazioni che Murad e Abdül Hamid erano impegnati in politica, cominciò a vederli come rivali e una minaccia per il suo dominio. Mehmed Reshad descrive la reazione di suo fratello alle restrizioni imposte dal sultano: "Un giorno, quando arrivai nelle camere di Murad, vidi che era molto arrabbiato con il sultano Aziz; indicando il pugnale accanto a lui, disse: 'Un giorno andrò a trafiggere il suo grande ventre con questo pugnale'. Dissi: 'Ben fatto, fratello, lo ucciderai e, per rappresaglia, ti uccideranno; Hamid salirà al trono. In questo modo, servirai bene Hamid, che non ami'".
Negli ultimi anni del regno di Abdülaziz, il suo rapporto con l'erede si inasprì sempre più, man mano che Murad era visto dai dignitari come un'alternativa ad Abdülaziz. Murad iniziò a mantenere contatti con governi stranieri, e questo fu interpretato dal sultano come indizio di una cospirazione contro di lui. Ad esempio, nel quinto anno del regno di Abdülaziz, Murad tenne una corrispondenza con Napoleone; in una delle lettere sopravvissute, Murad parla in modo lusinghiero sia dei governanti della Francia sia del paese nel suo complesso, e sottolinea la volontà politica di suo padre, secondo la quale Morad stesso avrebbe dovuto salire al trono. In un'altra lettera a Napoleone, scritta dopo il 1863, Murad lamenta che non può mantenere la sua casa a Parigi e visitarla più spesso, poiché ciò potrebbe danneggiarlo, e chiede di inviare una persona che possa organizzare il suo prossimo viaggio a Parigi.

### Viaggio all'estero con il sultano
Come erede di Abdülaziz, Murad seguì il sultano in visite ufficiali in Egitto nel 1863 e in Europa nel 1867.
Il viaggio in Egitto del sultano e dell'erede fu organizzato su invito di Ismail Pascià ed era di natura puramente politica. Venerdì 3 aprile 1863 si tenne una cerimonia di saluti al Palazzo di Dolmabahçe, dopo di che la delegazione ottomana partì per l'Egitto via mare. Il sultano Abdülaziz e il suo seguito, che comprendeva suo figlio Yusuf Izzeddin, salparono da Istanbul sulla nave "Feyzicihad", Murad con i suoi fratelli Abdül Hamid e Mehmed Reshad, così come il medico Capoleone-efendi - sulla nave "Majidie".
Mentre era a Londra, Murad entrò in contatto con l'erede al trono britannico, Edoardo, principe di Galles; questo avvicinamento probabilmente avvenne sulla base della Massoneria, alla quale, secondo Filizten Hanım, poi moglie di Murad, appartenevano entrambi gli eredi al trono. Murad, che subiva l'influenza della famiglia greca di massoni Scalieri e di Mithat Pascià, era imbevuto di idee liberali progressiste e, con il loro aiuto, nel 1872 (l'autore dell'articolo su Murad V nell'Enciclopedia islamica, Cevdet Küçük, indica la data esatta del 23 ottobre 1872) entrò nella loggia di lingua greca di Costantinopoli, gestita dal "Grande Oriente di Francia"; Avakian, autore dell'articolo "Freemasonry in the Ranks of Ittihad ve Terakki", pubblicato sulla rivista accademica armena Bulletin of Social Sciences, sottolinea che "il sultano Murad V, deposto nel 1876, aveva il titolo di maestro della cattedra".

### Gli anni 1870
Nei primi anni 1870 Murad si estraniò completamente dal governo autocratico di suo zio; nello stesso periodo divenne dipendente dall'alcol e sofferente di convulsioni nervose. Nonostante questo, continuava a essere visto dagli esponenti liberali come Mithat Pascià come un sultano migliore di Abdülaziz. Questi lo sospettava sempre di tramare contro di lui: Murad conosceva intimamente Namık Kemal e altri membri del giovane movimento dei Giovani Ottomani, che contattò attraverso il suo medico personale Capoleone-Efendi. Inoltre, fu probabilmente messo al corrente dei piani dei cospiratori da Midhat Pascià.

### Consiglio
Il 10 maggio 1876 i cospiratori, guidati dall'ex e futuro Gran Visir Mütercim Mehmed Rüşdi Pascià, dal Ministro della Guerra Hüseyin Avni Pascià, dallo Sheikh-ul-Islam Hasan Khairullah-Efendi e dal Ministro senza Portafoglio Mithat Pascià, iniziarono ad agire. Il 12 maggio i cospiratori convocarono un concilio, che decretò che Abdülaziz non era più in grado di occupare il trono del sultano. Murad non solo era consapevole di ciò che stava accadendo, ma approvava anche la rimozione di suo zio.
Nella notte tra il 29 e il 30 maggio Abdülaziz fu trattenuto all'interno del Palazzo di Dolmabahçe – tutte le entrate e le uscite erano bloccate – e completamente tagliato fuori dal mondo esterno. Subito dopo, un battaglione formato da cadetti dell'accademia militare, sotto il comando di Nazira Suleiman Pascià, andò alla villa di Murad per scortarlo fino al palazzo del sultano. Murad, ignaro che il battaglione era arrivato per fargli da scorta e temendo al contrario che il complotto fosse fallito e potesse essere arrestato, rifiutò di farli entrare nella villa. Solo dopo aver contattato Huseyin Avni, Murad lasciò la villa in carrozza. Lungo la strada, durante un temporale e una forte pioggia, Murad cambiò la carrozza più volte. Poi via mare (anche in questo caso fu trasferito più volte su diverse barche) Murad arrivò a Piazza Beyazit, da dove fu portato in carrozza alle porte di Serasker. Qui, il gran visir Sheikh-ul-Islam e altri dignitari, che stavano aspettando Murad, giurarono fedeltà a lui come nuovo sultano. 
Allo stesso tempo, fu letta una fatwa ad Abdülaziz sulla base della quale fu deposto; la fatwa dichiarava che il sultano non era interessato agli affari di stato, quindi non avrebbe dovuto rimanere sul trono. Allo stesso tempo, la proprietà della famiglia dell'ex sultano fu saccheggiata; parte degli oggetti di valore passò in possesso della madre di Murad V, Şevkefza Sultan e servì per il rimborso dei debiti dello stesso Murad V, l'altra parte era nelle mani di dignitari che parteciparono alla cospirazione. Abdülaziz fu portato al palazzo di Topkapı quando il nuovo sultano arrivò a Dolmabahçe e poi, con il permesso di Murad V e dei suoi consiglieri, si trasferì con la sua famiglia al suo palazzo Feriye.
Nonostante i problemi di salute di Murad V, l'ascesa al trono stava generalmente andando abbastanza bene. Per affermarsi come sultano, a Murad fu data una seconda cerimonia di giuramento che dovette essere abbreviata a causa del timore che il sultano potesse sentirsi male. Inoltre, Murad non celebrò mai la cerimonia di cingere la spada di Osman a Eyüp. Allo stesso tempo, i primi disaccordi apparvero nel consiglio dei cospiratori: di tutto il vertice, solo Mithat Pascià era un ardente sostenitore della democrazia, mentre il resto era a favore della continuazione del vecchio regime. Huseyin Avni si comportò come un dittatore: su suo ordine, nessuno poteva lasciare il palazzo del sultano a sua insaputa, così come nessuno poteva entrarvi.
Il 4 giugno 1876 l'ex sultano Abdülaziz fu trovato morto nel Palazzo Feriye; il corpo di Abdülaziz fu esaminato da diversi medici, e fu ufficialmente annunciato che il sultano deposto si era suicidato tagliandosi le vene dei polsi. Murad V rimase sconvolto da ciò che era accaduto; lo stato mentale del nuovo sultano preoccupò seriamente i suoi ministri e la sua famiglia. Allo stesso tempo, all'estero circolarono voci secondo cui Abdülaziz era stato ucciso per ordine di Murad V. Sebbene il comportamento di Murad suggerisse che non fosse coinvolto nella morte di suo zio, un'indagine condotta nel 1881 su ordine del sultano Abdül Hamid II mostrò che fu Murad l'iniziatore dell'assassinio di Abdül-Aziz I. L'11 giugno una delle mogli di Abdülaziz, Neşerek Kadin, fu trovata morta a Feriye; la notte del 16 giugno, suo fratello, Çerkes Hasan Bey, volendo vendicare sua sorella, irruppe nella villa di Midhat Pascià per uccidere i funzionari governativi che avevano commesso un colpo di Stato. Lì uccise cinque persone, tra cui il ministro della guerra Huseyin Avni Pascià, dopo di che fu catturato, processato e giustiziato. L'attacco alle persone che lo avevano portato al potere fece precipitare Murad V in una profonda depressione che alla fine minò la sua salute mentale.
Il precario stato di salute del sultano divenne gradualmente di pubblico dominio. Le cerimonie in cui era richiesta la partecipazione del sultano divennero più brevi nel tempo e meno numerose. Alla prima preghiera del venerdì a Santa Sofia dopo la morte di Abdülaziz, Murad V perse conoscenza e fu trasportato al Palazzo di Yıldız, da dove, dopo aver ripreso conoscenza, tornò a Dolmabahce. Il secondo venerdì, le condizioni di Murad erano peggiorate ulteriormente e non era in grado di entrare in moschea. Il sultano si chiuse nel palazzo e non ricevette nessuno. Il terzo venerdì Murad, in violazione di tutte le tradizioni, fu portato alla piccola moschea più vicina, dove tenne una cerimonia di preghiera del venerdì, che deluse gli ulema. Dopo la cerimonia, il sultano tornò nelle sue camere e, senza spogliarsi, andò a letto; al mattino, i servi trovarono vetri rotti nelle camere, con i quali Murad avrebbe tentato di uccidersi. Il governo cercò di nascondere le condizioni di Murad V, ma senza successo.
Diversi servitori furono assegnati al sultano in modo da sorvegliarlo tutto il giorno, fu esaminato da diversi medici e alla fine, su raccomandazione di un medico inglese, il famoso psichiatra Maximilian Leidesdorf, fu fatto venire da Vienna. Nel rapporto, il medico personale Murada Capoleone-Efendi scrisse a Leidesdorf: "Secondo le mie osservazioni, lo stato mentale di Sua Maestà il Sultano è fortemente scosso da un disturbo del sistema nervoso. La causa di questo disturbo deve essere attribuita, in primo luogo, alle oltre tre settimane di prigionia che il sultano, mentre era ancora principe Murad, dovette sopportare, durante le quali era in costante paura per la sua vita. Ossessionato da questo pensiero, ricorse costantemente a mezzi per soffocarlo, e poi, contro tutti i consigli medici, si abbandonò al consumo eccessivo di bevande alcoliche." Leidesdorf concluse che se una cura per il sultano fosse stata possibile, non sarebbe stata comunque rapida. Raccomandò anche che Murad fosse messo in una clinica psichiatrica per diversi mesi, ma i ministri non poterono aspettare.
I cospiratori che portarono Murad al potere rimasero spesso delusi. Il Gran Visir Mütercim Mehmed Rüşdi Pascià volle discutere con altri dignitari la questione della nomina del suo fratellastro ed erede Abdül Hamid come reggente sotto Murad V, ma Abdül Hamid rifiutò di ricevere solo il titolo di reggente. Di conseguenza, il 30 agosto 1876, fu deciso di rimuovere Murad V dal trono in favore di Abdül Hamid II; la mattina seguente fu annunciata una fatwa che dichiarava il sultano incapace di governare a causa di una malattia mentale. Il regno di Murad durò solo novantatré giorni, il regno più breve nella storia dell'Impero ottomano.

### Ultimi anni

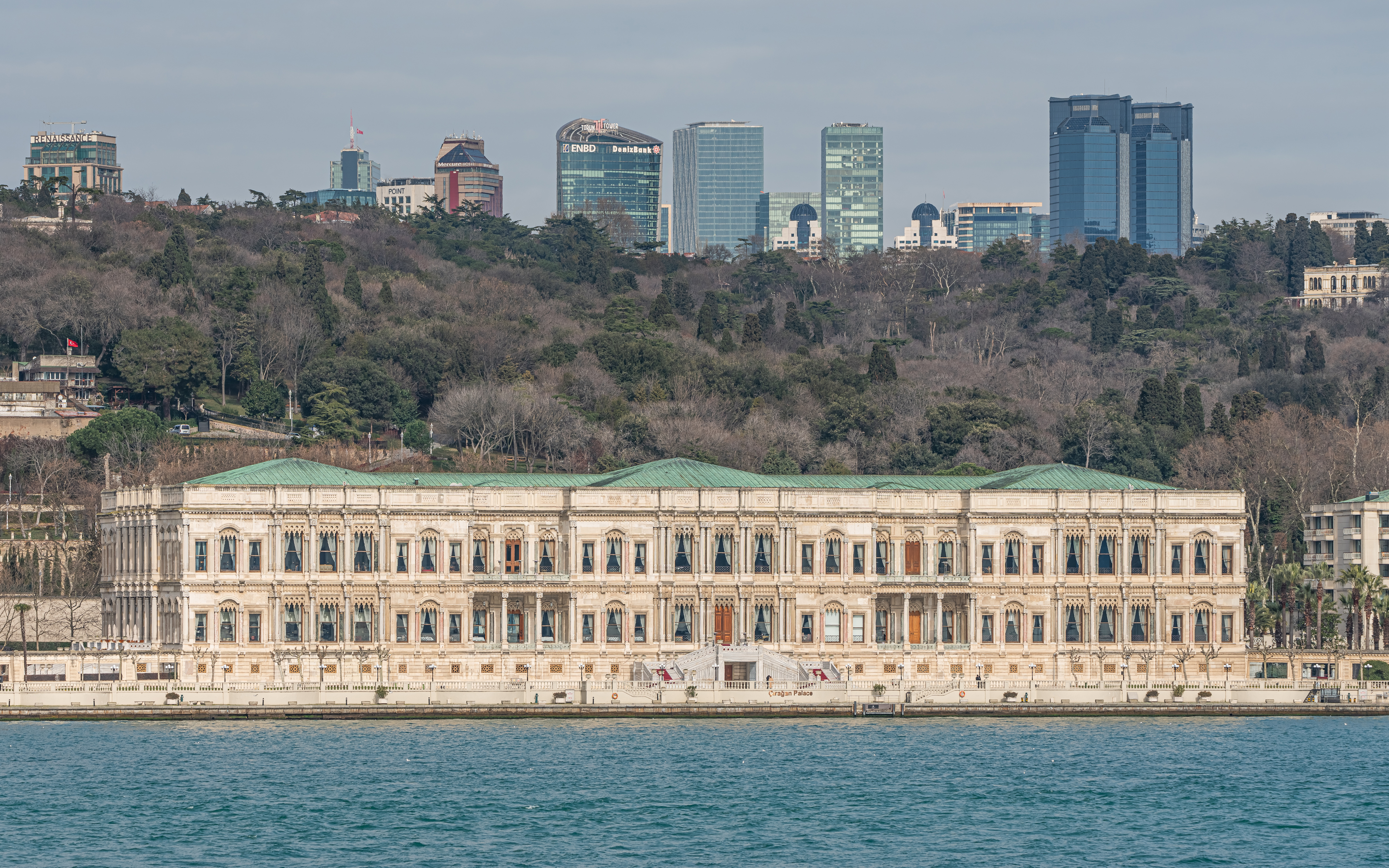
Il restaurato Palazzo di Çırağan, dove visse Murad dopo il rovesciamento.

Il 31 agosto 1876 Murad V, la sua famiglia e i suoi servitori furono scortati al Palazzo di Çırağan. Molti dei contemporanei di Murad credevano che sarebbe andato incontro allo destino toccato suo zio Abdülaziz, invece visse per altri ventotto anni dopo il rovesciamento. Cevdet Küçük, autore di un articolo su Murad V nell'Enciclopedia islamica, sostenne che l'appartenenza alla loggia massonica avesse avuto un ruolo nel preservare la vita di Murad dopo il suo rovesciamento e che il suo assassinio avrebbe avuto un impatto negativo sulla reputazione di suo fratello il sultano Abdül Hamid II.
Dopo nove mesi di prigionia a Çırağan, le condizioni di Murad V migliorarono. Durante i primi anni dopo il rovesciamento, i sostenitori dell'ex sultano tentarono tre volte di liberarlo e riportarlo sul trono: nel novembre 1876, durante il primo tentativo di liberare l'ex sultano, quattro uomini furono catturati (due di loro erano stranieri, probabilmente massoni greci - uomini di Scalieri), mentre cercavano di entrare nel palazzo vestiti con abiti femminili; il 15 aprile 1877, i suoi fratelli massoni cercarono di nuovo di salvare Murad, ma questi si rifiutò di seguirli. L'ultimo tentativo di liberare l'ex sultano fu compiuto il 20 maggio 1878, ma il principale partecipante alla cospirazione, Ali Suavi, morì in oscure circostanze; diversi fratellastri, sorelle e generi di Murad parteciparono a questa cospirazione: Ahmed Kemaleddin, Suleyman Selim, Fatma Sultan, Seniha Sultan e suo marito Mahmud Celaleddin Pascià.
Questi tentativi preoccuparono Abdül Hamid II che fece erigere un cordone attorno a Çırağan, separando il palazzo dal resto della città. Tuttavia, Murad visse abbastanza comodamente, godendo della compagnia della sua famiglia e delle concubine. Lo stile di vita appartato che l'ex sultano era costretto a condurre diede spunto a numerose voci: la stampa straniera scrisse spesso che l'ex sultano stava languendo in prigione, o aveva tentato di fuggire e fosse stato quindi fucilato, o che consigliò il suo fratellastro, il sultano, nella questione armena.
Nel 1884 fu decretata la "morte pubblica" di Murad, e da allora Abdül Hamid II non poté più menzionare il nome del fratello deposto.
Murad morì all'età di sessantatré anni, il 29 agosto 1904, probabilmente per gli effetti del diabete di cui soffriva. L'ex sultano morì due giorni prima del ventottesimo anniversario della prigionia nel palazzo. Fu sepolto nel mausoleo della Moschea Nuova accanto a sua madre morta nel 1889.
La descrizione di Murad negli ultimi anni della sua vita è data dallo storico turco Necdet Sakaoglu, citando le parole di Zia Shakir, giornalista e curatore delle memorie di Filizten Hanimː "i capelli e la barba che gettavano un'ombra di tristezza sul viso erano completamente grigi; il corpo è curvo". Semih Mümtaz nel libro "Il presente che divenne un sogno" condivide le osservazioni del medico Ibrahim Pascià, che visitò Murad V sul letto di morte: "Il paziente era sdraiato su un letto affacciato sul mare, appoggiato su cuscini. Lo sfortunato uomo, la cui fama era grande nei tempi andati, è ora in uno stato deplorevole. Si muove a malapena. Non riesce a respirare liberamente".

## Personalità e salute
Da giovane Murad era una persona calma, comprensiva, gentile e sensibile. Abdül Hamid disse di suo fratello che "era un uomo di mentalità aperta, gli piaceva incontrare studiosi e sostenitori della libertà" e che Namık Kemal giocò un ruolo importante nella sua dipendenza dall'alcol. Nella sua infanzia Murad aveva un carattere allegro e socievole, ma all'età di 13 anni soffrì di una febbre che lo privò della sua spensieratezza; inoltre cominciò a soffrire di problemi di memoria. Nel corso del tempo, Murad, da allegro e amante delle battute, divenne sempre più irrequieto. Per questo da quando ebbe quindici anni suo padre gli assegnò un medico personale, il napoletano Capoleon Efendi. Tuttavia, i disturbi di Murad non migliorarono.
Murad si dedicava alla poesia, alla musica, suonando il pianoforte, il flauto, la viola e l'oud, fu un eccellente falegname e mostrò anche interesse per l'architettura. Affermò ripetutamente che se non fosse stato un membro della dinastia, sarebbe sicuramente diventato un architetto. Suo fratello Mehmed VI Vahideddin disse: "Eravamo otto fratelli; il più brillante tra noi era Murad; se lo mettono da una parte della bilancia e noi tutti altri dall'altra, il lato su cui si trova lui sarà più pesante." Murad usò le sue camere per creare una scuola dove studiavano i suoi figli e poi i nipoti; cercò di crescere le sue figlie come principesse europee. In prigione, Murad scrisse un libro di memorie in cui descriveva i gatti del palazzo; non si sa dove siano queste memorie, ma Sakaoglu credeva che se non fossero state distrutte, sarebbero state conservate negli archivi del Palazzo di Yıldız.
Murad era estremamente sensibile ai problemi della sua famiglia e cercava sempre di trovare una soluzione per loro. Aiutò sua sorella Refia quando iniziò ad avere problemi di matrimonio, e dopo la morte di suo padre-sultano, ottenne per l'altra sorella, Seniha, l'assegnazione di camere separate nel palazzo. Più tardi, in segno di gratitudine, Seniha mostrò grande devozione a suo fratello.

## Famiglia
La famiglia di Murad V è nota per aver passato quasi 30 anni confinata nel Palazzo di Çırağan, dalla deposizione di Murad a fine giugno 1876 fino alla sua morte a fine agosto 1904.

### Consorti
Murad V aveva nove consorti:
- Elaru Mevhibe Kadın (6 agosto 1835 - 21 febbraio 1936). BaşKadin. Georgiana, crebbe fra le figlie del sultano Abdülmecid I, padre di Murad. Non ebbe figli noti. Dopo la morte di Murad si stabilì a Şişli e all'occupazione inglese di Istanbul durante la prima guerra mondiale si ritirò a vita privata, senza uscire più di casa e occupandosi del suo giardino fino alla morte.
- Reftaridil Kadın (1838 - 3 marzo 1936). Seconda Kadın. Circassa della famiglia Hatko. Diede al sultano un figlio.
- Şayan Kadın (4 gennaio 1853 - 15 marzo 1945). Terza Kadın. Nacque principessa Safiye Zan ad Anapa. Diede al sultano una figlia.
- Meyliservet Kadın (21 ottobre 1859 - 9 dicembre 1891). Quarta Kadın. Prima di sposare Murad era al servizio della sua sorellastra Refia Sultan. Diede al sultano una figlia. Morì prima di Murad e quindi non lasciò mai Palazzo di Çırağan.
- Resan Hanım (28 marzo 1860 - 31 marzo 1910). BaşIkbal. Georgiana, nacque Ayşe Hanim ad Artvin. Prima di sposare Murad era a servizio della sua sorellastra Seniha Sultan. Diede al sultano due figlie.
- Gevherriz Hanım (1863 - 1940). Seconda Ikbal, chiamata anche Cevherriz Hanım. Circassa, nata a Sochi. Prima di diventare consorte era una Kalfa (serva). Non ebbe figli noti. Dopo la morte di Murad si risposò, ma il matrimonio fu molto triste.
- Nevdürr Hanım (1861 - 1927). Terza Ikbal. Nata a Batumi. Non ebbe figli noti. Dopo la morte di Murad le fu negato lo stipendio e visse con la figliastra Hatice Sultan, e all'esilio di questa nel 1924 cadde in totale povertà.
- Remzşinas Hanım (1864 - dopo il 1934). Quarta Ikbal. Circassa. Non ebbe figli noti.
- Filizten Hanım (1862 - 1945). Quinta Ikbal. Non ebbe figli noti.

### Figli
Murad V ebbe tre figli:
- Şehzade Mehmed Selaheddin (5 agosto 1861 - 29 aprile 1915) - con Reftadiril Kadın. Figlio maggiore e unico maschio sopravvissuto, nacque quando Murad era ancora şehzade. Ebbe sette consorti, otto figli e otto figlie.
- Şehzade Süleyman (1866 - 1866) - maternità sconosciuta, nato quando Murad era ancora şehzade.
- Şehzade Seyfeddin (1872 - 1872) - maternità sconosciuta, nato quando Murad era ancora şehzade.

### Figlie
Murad V ebbe quattro figlie:
- Hatice Sultan (5 aprile 1870 - 13 marzo 1938) - con Şayan Kadın. Nata quando Murad era ancora şehzade. Si sposò due volte ed ebbe due figli e due figlie.
- Fehime Sultan (2 luglio 1875 - 15 settembre 1929) - con Meyliservet Kadın. Nata quando Murad era ancora şehzade. Si sposò due volte, senza figli.
- Fatma Sultan (19 giugno 1879 - 20 novembre 1932) - con Resan Hanım. Si sposò una volta ed ebbe quattro figli e una figlia.
- Aliye Sultan (24 agosto 1880 - 17 settembre 1903) - con Resan Hanım. La sua morte prematura, insieme allo scandalo che coinvolse la figlia Hatice Sultan l'anno seguente, minarono definitivamente la salute di Murad, che morì poco dopo a metà del 1904.

## Nella cultura popolare e in letteratura
- Nella serie televisiva turca del 2011 Kirli Oyunlar, Murad V è interpretato dall'attore turco Sezgin Erdemir.
- Il 3 maggio 2012 viene messo in scena il balletto "Murad V" al Teatro dell'Opera di Ankara. Il libretto biografico si sofferma sui problemi di salute di Murad V e usa alcune opere composte dal sultano.
- Nel film del 2012, The Sultan's Women, Murad V è interpretato dall'attore turco Serhat Kaplan.
- Nella serie del 2015, Filinta, Murad V è interpretato dall'attore turco Uğur Uludağ.
- Nella serie del 2017 Payitaht: Abdülhamid, Murad V è interpretato dall'attore turco Nevzat Yılmaz.
- Murad è un personaggio del romanzo storico di Ayşe Osmanoğlu.